# Мартиненко Анатолій Іванович
Анатолій Іванович Мартиненко (31 березня 1940, місто Дружківка, Донецької області — 3 лютого 2014, Рівне) — український  художник, графік. Заслужений працівник культури України (1993).

## Життєпис
Анатолій Мартиненко народився 31 березня 1940 року в місті Дружківка Донецької області. Закінчив десятирічку 1957. До 1960 працював ливарником на Дружківському заводі газової апаратури.З 1950 року відвідував заводську студію образотворчого мистецтва. У 1960 році вступив до Дніпропетровського державного художнього училища. Із 1965 - викладач  Рівненської дитячої художньої  школи,  з  1970 – директор.

## Творчість
Працював в жанрі олійного живопису. Писав пейзажі, тематичні картини. У доробку близько 400 робіт. Вибрані роботи: "Автопортрет" (1970), "Передній край. Бійці"(1974), «Портрет геолога» (1976), серія «Барви острова свободи»(1982),серія «Полісся  - край лелек» (1984 -1986 ), цикл «Рибалки Коблева» (1987 – 1988), серія «По Туві»(1985),серія «Фантастична реальність»(1997-1998).
Проілюстрував книги рівненських авторів: «Із вирію літ» С.Бабія (1992),«Моя родина – Україна» та «Кує зозуля» А.Андрухова (1994,1997), альманах «Погорина» (1994).
Був учасником понад 50 міжнародних, всеукраїнських і обласних художніх виставок та 28 – персональних (Рівне,Луцьк,Тернопіль, Львів).
У 1979 - 1980 - разом зі скульптором Олександром Музичуком вирізьбив дерев’яні скульптури казкових героїв для міського парку культури і відпочинку ім.Т.Г. Шевченка.
Останній мистецький проект – участь у Всеукраїнській акції (2012), коли  за волинськими народними мотивами була розписана гігантська писанка висотою 4 м, що  експонувалася на Хрещатику і Співочому полі в Києві.
Виданий альбом «Анатолій Мартиненко. Живопис. Графіка» (2013), де представлено 130 робіт художника.
Полотна зберігаються  в музеях і картинних галереях України та в приватних колекціях.

## Визнання та нагороди
- 1986 - Член Національної спілки художників України
- 1993 - Заслужений працівник культури України
- 2009 - Почесна грамота Кабінету Міністрів України
- 2014 – Лауреат «Міської мистецької премії імені Георгія Косміаді»[2]

## Вшанування пам'яті
- На честь художника у  Рівному відкрито  меморіальну дошку - барельєф (2015)[3]

## Галерея

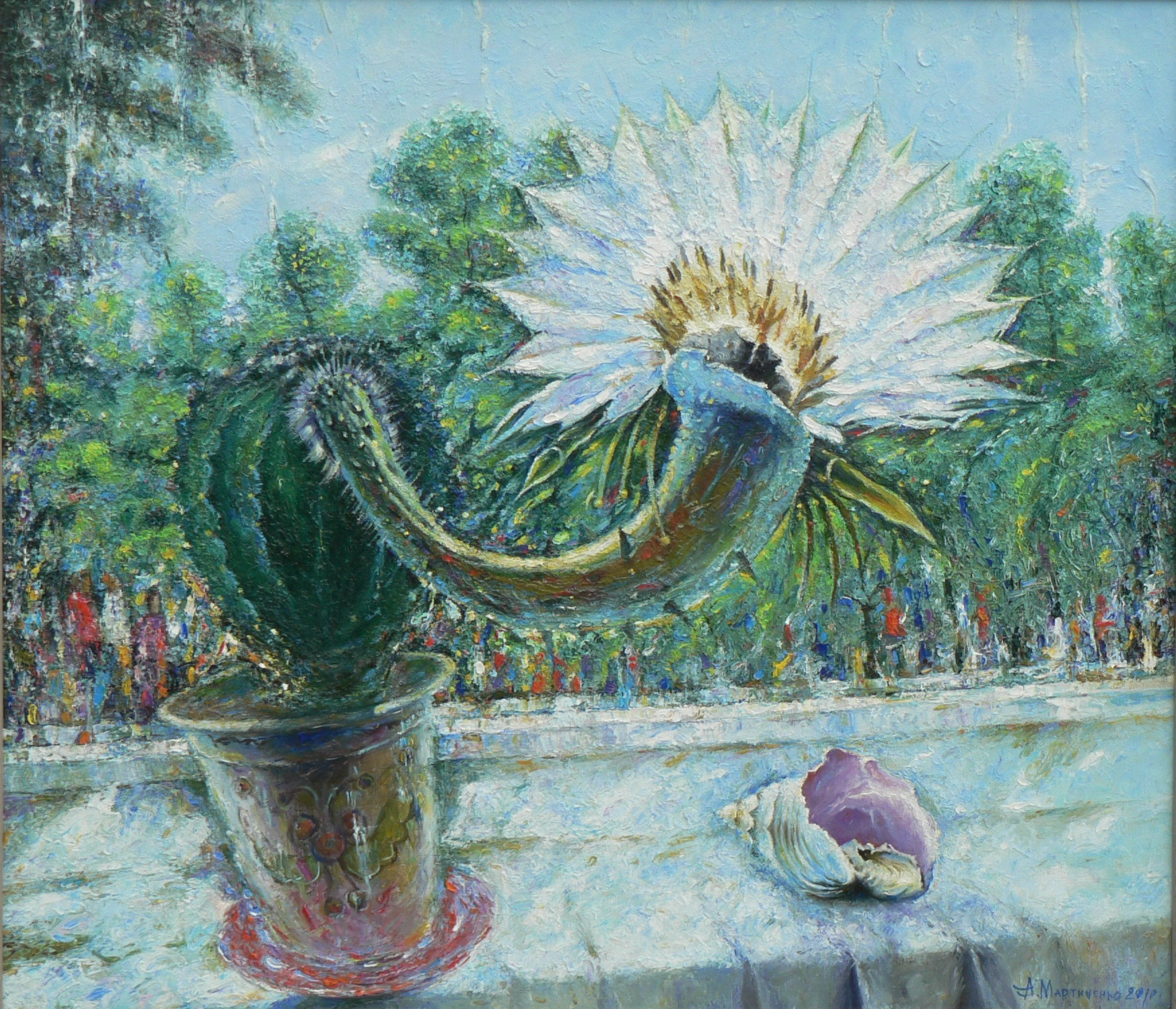
Martynenko - kvitka cactusa 2009

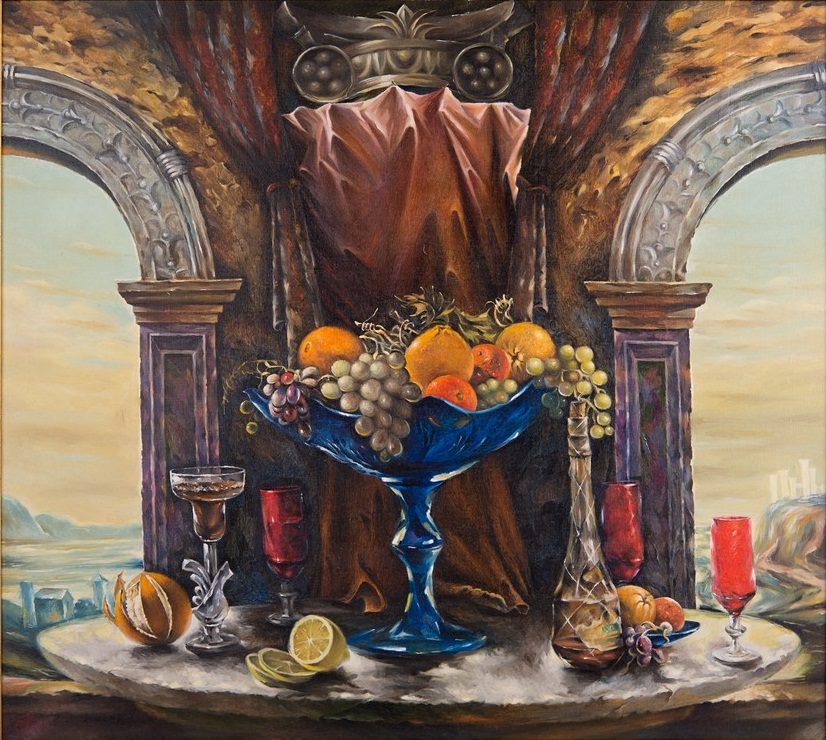
Martynenko - Naturmort v stili italiyskogo vidrodzennya 1998

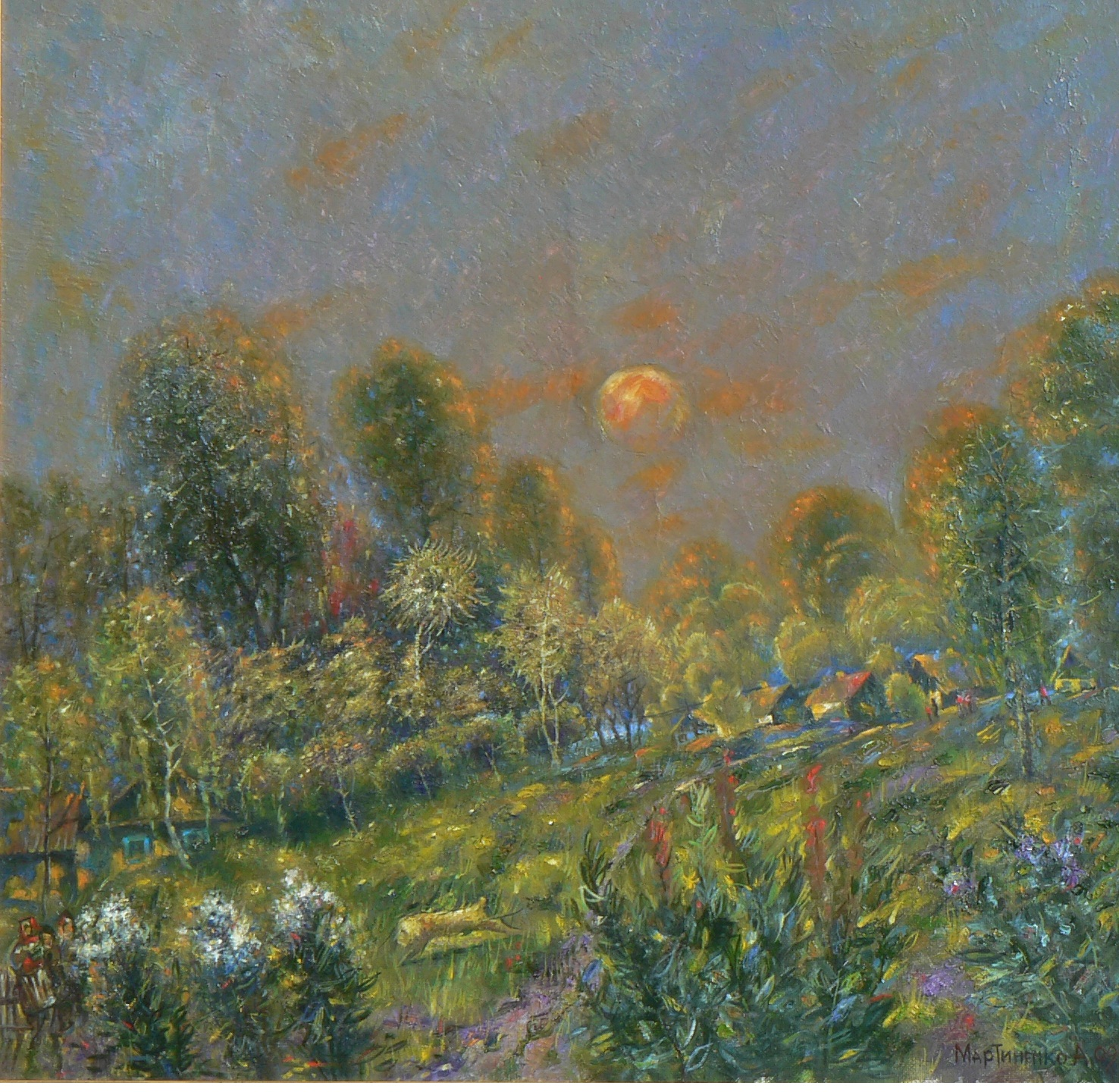
Martynenko - vechir na Polissi 2009

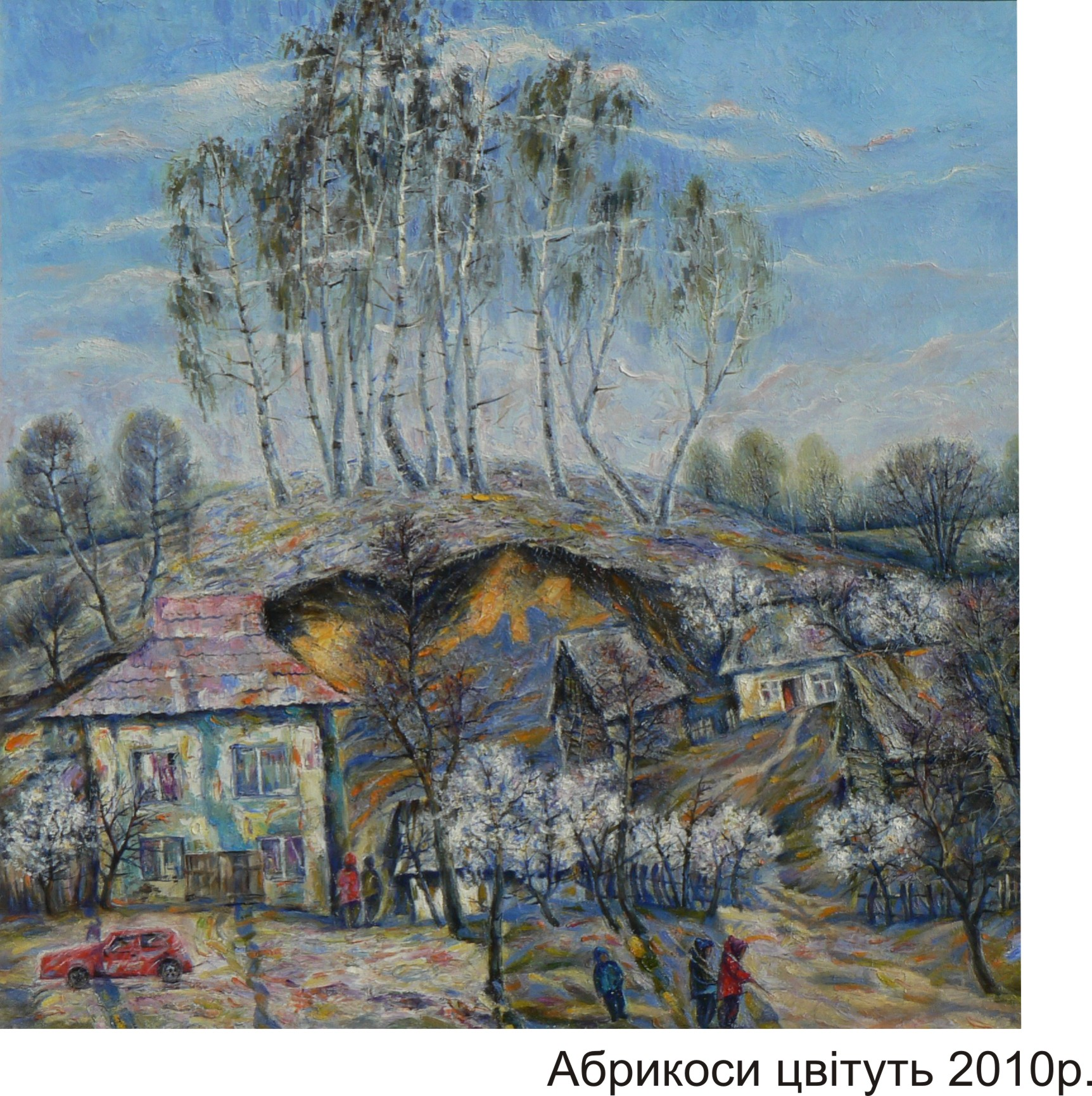
Martynenko -abricosu chvitut 2002

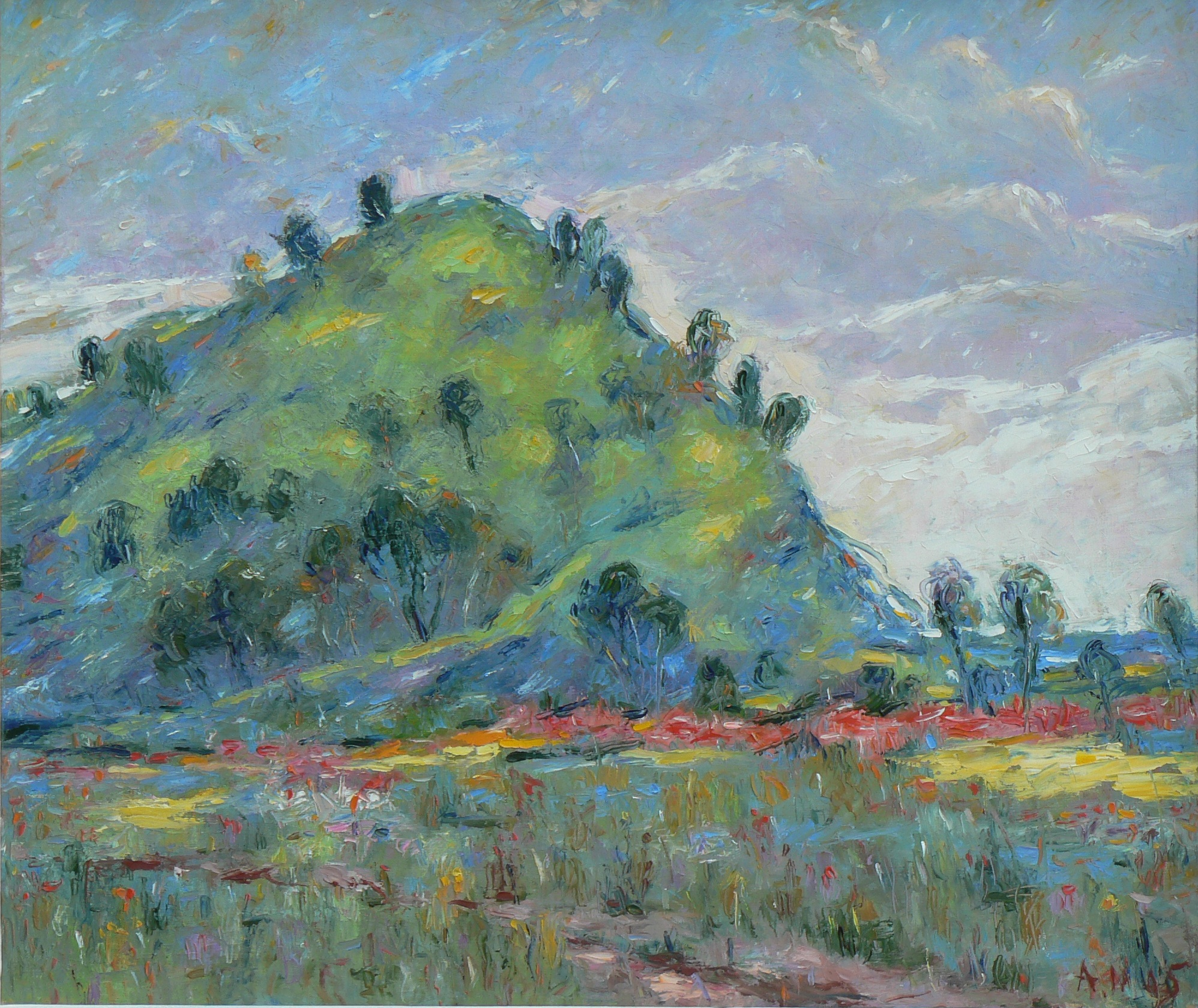
Martynenko -Mizochkiy kryazh 2005

## Публікації
- Анатолій Мартиненко. Живопис. Графіка / текст В. Луц ; фото О. Харват. – Рівне, 2013. – 136 с.
- Мартиненко Анатолій Іванович // Хто є хто на Рівненщині. – Рівне, 2002. – С. 130-131.
- Мартиненко Анатолій Іванович // Художники Рівненщини : альманах / Рівненська обласна організація Національної спілки художників Українит ; авт. тексту, ред. і упоряд. Б. Столярчук. – Рівне : вид. О. Зень, рівнен. друк., 2008. – С. 46-47.
- Міська премія імені Георгія Косміаді : інформ. дайджест : вип. 2 [Мартиненко А. І.] / ЦМБ ім. В. Г. Короленка ; уклад. Л. Ткач. – Рівне, 2014. – 8 с. – (серія «Найвищі відзнаки Рівного).
- Снісаренко С. Це моє місто… а це в ньому я [А. Мартиненко] / С. Снісаренко // Сім днів. – 2011. – № 29. – С. 16.
- Столярчук Б. Мартиненко Анатолій Іванович / Б. Столярчук // Митці Рівненщини : енцикл. довід. / Б. Столярчук. – Рівне : О. Зень,  2011. – С. 23.